# 早和果樹園
株式会社早和果樹園（そうわかじゅえん）は和歌山県有田市に本社を置く食品メーカーである。有田みかんの生産・加工・販売を一貫して行う有田みかんの6次産業に取り組み、6次産業化の優良事例として表彰歴がある。

## 沿革
- 1949年 - 7戸のみかん農家で早和共撰組合を創業
- 2000年 - 有限会社早和果樹園を設立
- 2004年 - 加工事業を開始し、糖度12度以上のみかんジュース「味一しぼり」を発売
- 2005年
  - 株式会社早和果樹園に組織変更
  - 糖度11度以上のみかんジュース「味まろしぼり」を発売
- 2006年 - みかんのまるごとシロップ漬け「てまりみかん」発売
- 2007年 - 果汁91％使用のゼリー「味一ジュレ」発売
- 2008年 - みかんジャム「黄金ジャム」発売
- 2012年 - 有田みかん100％ジュース「飲むみかん」発売
- 2014年 - みかんアイスバー発売
- 2015年 - 高齢者雇用の子会社「株式会社早和なでしこ」設立
- 2017年
  - 秋竹俊伸が社長就任
  - おふくろスムージー発売
- 2018年
  - 「和歌山県食品衛生管理認定制度」HACCPシステム推進営業認証取得
  - 新社屋建設。本社を現住所に移す
- 2019年 - リブランディングを行い企業ロゴや商品デザインを変更する
- 2022年
  - 食品安全管理の国際規格「FSSC22000」認証取得
  - とれとれ市場南紀白浜内に2号店「早和果樹園 南紀白浜店」がオープン

## 受賞歴
- 2006年 - 輝く経営経営大賞・特別賞（農林漁業金融公庫)
- 2011年
  - てまりみかんがプレミア和歌山審査員特別賞受賞[1]
  - 農林水産省経営局長賞受賞（全国農業担い手サミット）[2]
  - 近畿農政局長賞受賞（近畿6次化フォーラム）
- 2012年
  - 「和歌山県企業ソムリエ委員会　激励賞」受賞
- 2014年
  - 農林水産大臣賞受賞（6次産業化優良事例表彰）[3]
  - 「和歌山県企業ソムリエ委員会　認定企業」受賞
- 2016年
  - 農林水産大臣賞受賞（第38回食品産業優良企業等表彰）[4]
- 2017年
  - 第38回食品産業優良企業等表彰「農林水産大臣賞」受賞[5]
- 2019年
  - ディスカバー農山漁村の宝サミット大賞受賞[6]
  - はばたく中小企業・小規模事業者300社に選定（経済産業省）[7]
  - 果樹園のみかんジュレギフトが「おもてなしセレクション アジア選定員賞」を受賞[8]
- 2020年
  - 農林水産大臣賞受賞（全国果樹技術・経営コンクール）[9]
  - 6次化企業賞受賞（6次産業化アワード）[10]
  - 輸出に取り組む優良事業者表彰受賞（近畿農政局）[11]

- 2021年
  - 全国ネットショップグランプリ「日本ネット経済新聞賞」受賞

- 2022年
  - 味こいしぼりが「食の3重丸2022」を受賞[12]
- 2023年
  - 「第4回スタアトピッチ決勝大会」でアトツギベンチャー賞を受賞[13]
  - 「健康経営優良法人2023」に認定[14]
  - 和歌山県「令和4年度女性活躍推進賞を受賞」[15]